# Кухаренко, Алексей Никитович
Алексей Никитович Кухаренко (18.10.1911 — 1977) — советский лётчик, участник Великой Отечественной войны.

## Краткая биография
Родился 18 октября 1911 года, в крестьянской семье.
В РККА с 5 декабря 1929 года, красноармеец 5-го артиллерийского полка в Белорусском военном округе. С мая 1930 года  курсант Окружной школы военных летчиков БВО. После окончания школы с марта 1932 года военный пилот 35-й, а затем 9-й АЭ БВО, с декабря 1933 года старший летчик, а с марта 1934 года командир звена 9-й АЭ ВВС ТОФ.  С января 1937 года командир звена, а с августа 1937 года командир отряда 44-й АЭ 42-й АБ ВВС ТОФ. С мая 1938 года командир эскадрильи 1 АП 7 АБ ВВС ТОФ. Член ВКП(б) с 1938 года. С ноября 1939 года командир эскадрильи 5-го авиаполка ВВС КБФ, участник Советско-финской войны, за боевые отличия в которой награждён орденом Красного Знамени. С октября 1940 года инспектор по технике пилотирования ВКУНС ВВС ВМФ.
В годы Великой Отечественной войны служил в частях военно-воздушных сил Северного флота: с июля 1941 года заместителем командира эскадрильи 72-го смешанного авиационного полка,  с октября 1941 года заместитель командира 78-го смешанного авиационного полка. С марта 1942 года заместитель командира 2-го гвардейского истребительного авиационного полка ВВС ВМФ, командиром которого в 1941—1942 гг. был дважды Герой Советского Союза Б. Ф. Сафонов.
В марте 1942 года четырём лётчикам-североморцам (среди них Кухаренко) глава британской миссии генерал-лейтенант Макфорлан вручил высший авиационный орден Великобритании — Крест «За выдающиеся летные заслуги» (DFC).
С февраля 1943 года и до конца войны Кухаренко служит старшим летчиком инспектором УБП и ВУЗ ГУ ВВС ВМФ.
После окончания войны продолжал службу в авиационных частях   (на территории Эстонии и Латвии), где и остался жить после выхода в запас 22 мая 1954 года, работал в Риге на мебельной фабрике.
Умер в 1977 году. Похоронен на Гарнизонном кладбище Риги, ныне - кладбище Святого Михаила. На памятнике указан год рождения 1912.

## Награды
- пять орденов Красного Знамени (в т.ч. 21.04.1940[3], 08.11.1941[4], 15.04.1942[5], 15.11.1950[6])
- орден Красной Звезды (10.11.1945[6])
- медали СССР.
- Крест «За выдающиеся летные заслуги» (Великобритания) - 19 марта 1942 г.